# Eucalyptus lockyeri
Eucalyptus lockyeri là một loài thực vật có hoa trong Họ Đào kim nương. Loài này được Blaxell & K.D.Hill mô tả khoa học đầu tiên năm 1991.